# Ottonville
Ottonville é uma comuna francesa na região administrativa de Grande Leste, no departamento de Mosela. Estende-se por uma área de 15,71 km². Em 2010 a comuna tinha 447 habitantes (densidade: 28,5 hab./km²).